# Jordan Walker
Jordan Anthony Michael Walker (* 19. Oktober 1997) ist ein US-amerikanischer Basketballspieler.

## Laufbahn
Der aus Indianapolis stammende Walker spielte von 2016 bis 2020 an der Morehead State University im US-Bundesstaat Kentucky und nahm hernach ein Vertragsangebot des georgischen Erstligisten Orbi Tiflis an. Für Orbi stand er in zwölf Ligaspielen auf dem Feld und erzielte im Mittel 20,8 Punkten je Begegnung. Im Sommer 2021 verpflichtete ihn der deutsche Drittligist SC Rist Wedel. Der US-Amerikaner, den laut Hamburger Abendblatt „enorme Sprunggewalt und wieselflinke Athletik“ auszeichnen, erreichte in der 2. Bundesliga ProB einen Mittelwert von 20,7 Punkte je Begegnung. Walker war auch für den Kooperationsverein von Rist Wedel, den Bundesligisten Hamburg Towers, einsatzberechtigt und nahm mit der Hamburger Mannschaft an einem Spiel der Basketball-Bundesliga sowie acht Begegnungen des europäischen Vereinswettbewerbs EuroCup teil.
Zur Saison 2022/23 wechselte Walker zu Okapi Aalstar nach Belgien. In 32 Einsätzen erzielte er für die Mannschaft im Durchschnitt 17,8 Punkte und entschied sich im Sommer 2023 zum Wechsel zu KK FMP Belgrad nach Serbien. Walker spielte bis Dezember 2023 für die serbische Mannschaft, im Januar 2024 wurde er von NKA Pécs (Ungarn) verpflichtet.
Im Sommer 2024 schloss sich Walker dem spanischen Zweitligisten CB Zamora an. Er wurde während des Spieljahres 2024/25 in 38 Begegnungen eingesetzt, in denen der US-Amerikaner einen Mittelwert von 14,6 Punkten erreichte. Zur Saison 2025/26 wechselte er innerhalb der zweiten spanischen Liga zu CB Lucentum Alicante.